# Souls at Zero
Souls at Zero è il terzo album in studio del gruppo musicale post-metal statunitense Neurosis, pubblicato nel 1992.

## Tracce
1. To Crawl Under One's Skin – 7:51
2. Souls at Zero – 9:18
3. Zero – 1:40
4. Flight – 4:05
5. The Web – 4:55
6. Sterile Vision – 6:20
7. A Chronology for Survival – 9:34
8. Stripped – 8:00
9. Takeahnase – 7:56
10. Empty – 1:36

Bonus tracks
1. Souls (demo version) – 8:28
2. Zero (demo version) – 1:14
3. Cleanse III (Live in London) – 5:38

## Formazione
Gruppo
- Steve Von Till - voce, chitarra
- Scott Kelly - voce, chitarra
- Dave Edwardson - basso, cori
- Simon McIlroy - tastiere, sampler
- Jason Roeder - batteria

Altri musicisti
- Adam Kendall - visual media
- Sarah Augros - flauto
- Walter P. Sunday - violoncello
- Kris Force - violino, viola
- Siovhan King - tromba